# BEAT Cycling
BEAT Cycling (Club) is een internationale wielerclub die in 2016 is opgericht. De club heeft in augustus 2017 een commerciële baanwielrenploeg opgestart met daarin Theo Bos, Matthijs Büchli en Roy van den Berg.  De coach is oud-baanwielrenner Tim Veldt. Daarnaast is er vanaf 2018 een continentale wegwielrenploeg opgericht. De coach van deze ploeg is Egon van Kessel.

## Ploegsamenstelling

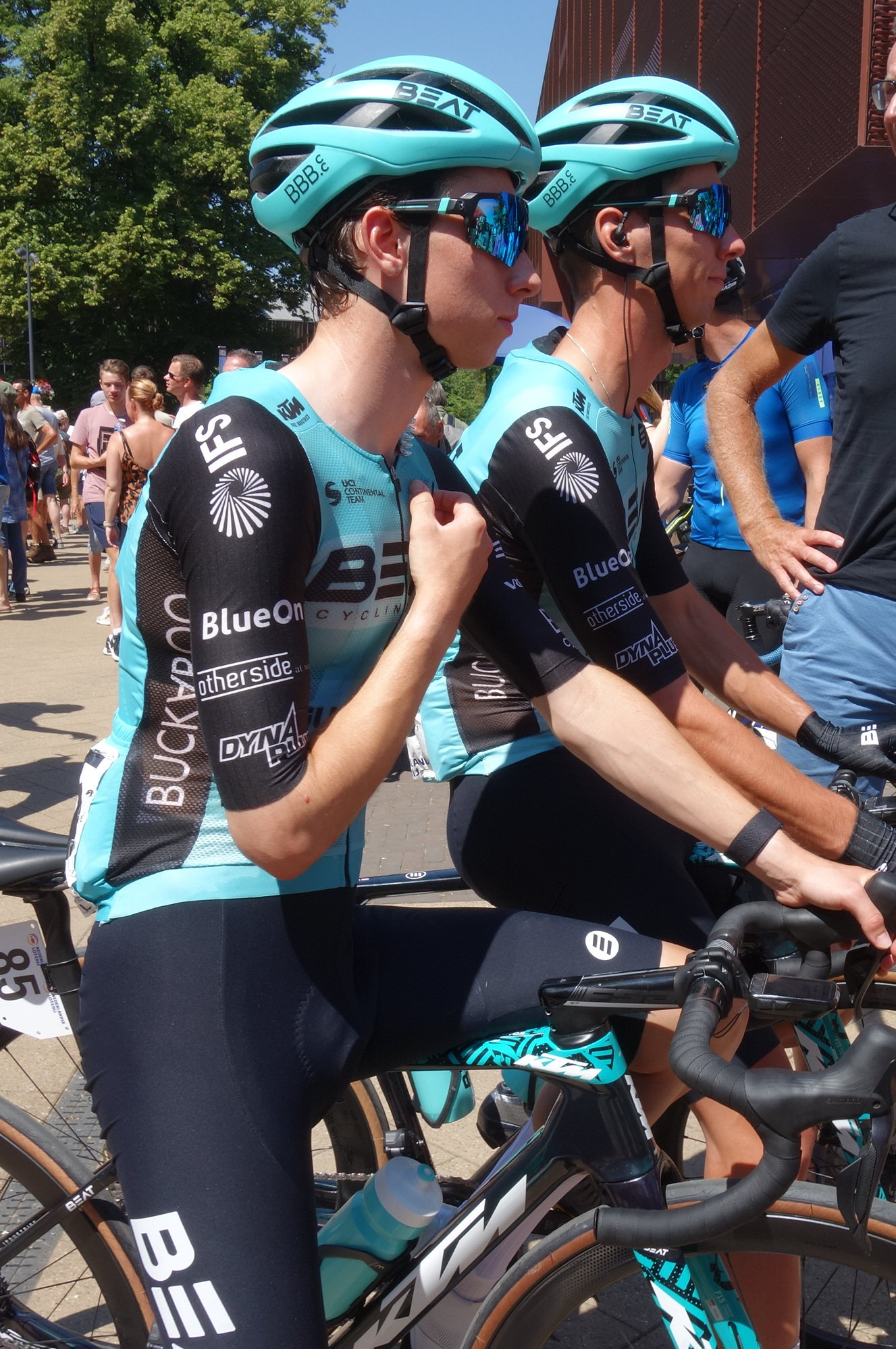
Renners van BEAT Cycling in 2023.

### Seizoen 2022
| Naam                 | Geboortedatum | Nationaliteit | Ploeg 2021                    |
| Wegwielrennen        | Wegwielrennen | Wegwielrennen | Wegwielrennen                 |
| -------------------- | ------------- | ------------- | ----------------------------- |
| Jente Boons          | 19-03-2002    | België        | Lotto - Soudal U23            |
| Jordy Bouts          | 08-08-1996    | België        |                               |
| Matthijs Büchli      | 13-12-1992    | Nederland     |                               |
| Sven Burger          | 22-05-1997    | Nederland     |                               |
| Stijn Daemen         | 25-07-1999    | Nederland     | ABLOC CT                      |
| Bram Dissel          | 12-07-1998    | Nederland     |                               |
| Yoeri Havik          | 19-02-1991    | Nederland     |                               |
| Vincent Hoppezak     | 02-02-1999    | Nederland     | WPGA Amsterdam Racing Academy |
| Lucas Janssen        | 06-01-2003    | Nederland     | Orange Babies Cycling Team    |
| Jochem Kerckhaert    | 29-10-2000    | Nederland     | WPGA Amsterdam Racing Academy |
| Jens Schuermans      | 28-10-1991    | België        | Creuse Oxygène Guéret         |
| Jan-Willem van Schip | 20-08-1994    | Nederland     |                               |
| Baanwielrennen       |               |               |                               |
| Yoeri Havik          | 19-02-1991    | Nederland     |                               |
| Vincent Hoppezak     | 02-02-1999    | Nederland     | WPGA Amsterdam Racing Academy |
| Sam Ligtlee          | 12-12-1997    | Nederland     |                               |
| Tijmen van Loon      | 02-03-2001    | Nederland     |                               |
| Laurine van Riessen  | 10-08-1987    | Nederland     |                               |
| Jan-Willem van Schip | 20-08-1994    | Nederland     |                               |

### Seizoen 2021
| Naam                 | Geboortedatum | Nationaliteit | Ploeg 2020                   |
| Wegwielrennen        | Wegwielrennen | Wegwielrennen | Wegwielrennen                |
| -------------------- | ------------- | ------------- | ---------------------------- |
| Jordy Bouts          | 08-08-1996    | België        | Tarteletto - Isorex (CT)     |
| Martijn Budding      | 31-08-1995    | Nederland     | Riwal Securitas Cycling Team |
| Luuc Bugter          | 10-07-1993    | Nederland     |                              |
| Sven Burger          | 22-05-1997    | Nederland     | SEG Racing Academy (CT)      |
| Yves Coolen          | 03-09-1992    | België        |                              |
| Piotr Havik          | 07-07-1994    | Nederland     | Riwal Securitas Cycling Team |
| Yoeri Havik          | 19-02-1991    | Nederland     | Vlasman CT (CT)              |
| Jules Hesters        | 11-11-1998    | België        |                              |
| Marten Kooistra      | 18-10-1997    | Nederland     |                              |
| Stefano Museeuw      | 01-06-1997    | België        |                              |
| Herman ten Kate      | 28-10-1991    | Nederland     |                              |
| Jan-Willem van Schip | 20-08-1994    | Nederland     |                              |
| Baanwielrennen       |               |               |                              |
| Theo Bos             | 22-08-1983    | Nederland     |                              |
| Matthijs Büchli      | 13-12-1992    | Nederland     |                              |
| Yoeri Havik          | 19-02-1991    | Nederland     |                              |
| Sam Ligtlee          | 12-12-1997    | Nederland     |                              |
| Laurine van Riessen  | 10-08-1987    | Nederland     |                              |
| Jan-Willem van Schip | 20-08-1994    | Nederland     |                              |

### Seizoen 2020
| Naam                 | Geboortedatum | Nationaliteit       | Ploeg 2019         |
| Wegwielrennen        | Wegwielrennen | Wegwielrennen       | Wegwielrennen      |
| -------------------- | ------------- | ------------------- | ------------------ |
| Daniel Abraham Gebru | 11-02-1985    | Nederland           |                    |
| Luuc Bugter          | 10-07-1993    | Nederland           |                    |
| Yves Coolen          | 25-09-1995    | België              |                    |
| Nahom Desale         | 03-12-1992    | Eritrea             |                    |
| Marten Kooistra      | 18-10-1997    | Nederland           | SEG Racing Academy |
| Adam Lewis           | 21-08-1995    | Verenigd Koninkrijk |                    |
| Alex Mengoulas       | 13-07-1997    | Nederland           |                    |
| Stefano Museeuw      | 01-06-1997    | België              |                    |
| Guillaume Seye       | 28-11-1996    | België              |                    |
| Bas van der Kooij    | 16-11-1995    | Nederland           | Monkey Town-à Bloc |
| Jan-Willem van Schip | 20-08-1994    | Nederland           | Roompot-Charles    |
| Baanwielrennen       |               |                     |                    |

### Seizoen 2019
| Naam                 | Geboortedatum | Nationaliteit       | Ploeg 2018                     |
| Wegwielrennen        | Wegwielrennen | Wegwielrennen       | Wegwielrennen                  |
| -------------------- | ------------- | ------------------- | ------------------------------ |
| Daniel Abraham Gebru | 11-02-1985    | Nederland           |                                |
| Martijn Budding      | 31-08-1995    | Nederland           | Roompot-Nederlandse Loterij    |
| Luuc Bugter          | 10-07-1993    | Nederland           | Delta Cycling Rotterdam        |
| Yves Coolen          | 25-09-1995    | België              |                                |
| Nahom Desale         | 03-09-1992    | Eritrea             |                                |
| Piotr Havik          | 07-07-1994    | Nederland           |                                |
| Daan Hoeyberghs      | 18-09-1994    | België              |                                |
| Adam Lewis           | 21-08-1995    | Verenigd Koninkrijk | T.Palm-Pôle Continental Wallon |
| Alex Mengoulas       | 13-07-1997    | Nederland           |                                |
| Guillaume Seye       | 28-11-1996    | België              |                                |
| Baanwielrennen       |               |                     |                                |
| Theo Bos             | 22-08-1983    | Nederland           |                                |
| Matthijs Büchli      | 13-12-1992    | Nederland           |                                |
| Roy van den Berg     | 08-09-1988    | Nederland           |                                |
| Laurine van Riessen  | 10-08-1987    | Nederland           |                                |
| Nicky Degrendele     | 11-10-1996    | België              |                                |

### Seizoen 2018
| Naam                 | Geboortedatum | Nationaliteit | Ploeg 2017                     |
| Wegwielrennen        | Wegwielrennen | Wegwielrennen | Wegwielrennen                  |
| -------------------- | ------------- | ------------- | ------------------------------ |
| Daniel Abraham Gebru | 11-02-1985    | Nederland     |                                |
| Nahom Desale         | 03-12-1992    | Eritrea       | Willebrord Wil Vooruit         |
| Piotr Havik          | 07-07-1994    | Nederland     |                                |
| Daan Hoeyberghs      | 18-09-1994    | België        | Beobank-Corendon               |
| Arjen Livyns         | 01-09-1994    | België        | Pauwels Sauzen-Vastgoedservice |
| Danny Maas           | 08-04-1999    | Nederland     | Willebrord Wil Vooruit         |
| Alex Mengoulas       | 13-07-1997    | Nederland     | UWTC De Volharding             |
| Aksel Nõmmela        | 22-10-1994    | Estland       | Leopard Pro Cycling            |
| Bas Tietema          | 29-01-1995    | Nederland     | An Post-Chainreaction          |
| Wesley Van Dyck      | 15-09-1994    | België        | Vetrapo - John Saey            |
| Baanwielrennen       |               |               |                                |
| Theo Bos             | 22-08-1983    | Nederland     |                                |
| Matthijs Büchli      | 13-12-1992    | Nederland     |                                |
| Roy van den Berg     | 08-09-1988    | Nederland     |                                |
| Laurine van Riessen  | 10-08-1987    | Nederland     |                                |
| Nicky Degrendele     | 11-10-1996    | België        |                                |

### Seizoen 2017
| Naam             | Geboortedatum  | Nationaliteit  | Ploeg 2018     |
| Baanwielrennen   | Baanwielrennen | Baanwielrennen | Baanwielrennen |
| ---------------- | -------------- | -------------- | -------------- |
| Theo Bos         | 22-08-1983     | Nederland      |                |
| Matthijs Büchli  | 13-12-1992     | Nederland      |                |
| Roy van den Berg | 08-09-1988     | Nederland      |                |

## Overwinningen

### Baanwielrennen
2017/18
 NK, Sprint: Matthijs Büchli
 NK, Keirin: Matthijs Büchli
 NK, Ploegsprint: Bos, Büchli, Van den Berg
Wereldbeker Pruszków, Keirin: Matthijs Büchli
Wereldbeker Manchester, Keirin: Matthijs Büchli
Wereldbeker Minsk, Keirin: Matthijs Büchli
Wereldbeker Minsk, Sprint: Matthijs Büchli
Wereldbeker Minsk, Ploegsprint: Bos, Büchli, Van den Berg
2018/19
 NK, Sprint: Matthijs Büchli
 NK, Sprint: Laurine van Riessen
 NK, 1km-tijdrit: Roy van den Berg
 NK, Keirin: Laurine van Riessen
 NK, Ploegsprint: Bos, Büchli, Van den Berg
Wereldbeker Saint-Quentin-en-Yvelines, Keirin: Laurine van Riessen
Wereldbeker Berlijn, Keirin: Matthijs Büchli
Wereldbeker Berlijn, Keirin: Laurine van Riessen
Wereldbeker London, Keirin: Matthijs Büchli
Wereldbeker Hong Kong, Keirin: Theo Bos
2019/20
 NK, Sprint: Matthijs Büchli
 NK, Sprint: Laurine van Riessen
 NK, 1km-tijdrit: Theo Bos
Grenchen, sprint: Laurine van Riessen
Grenchen, keirin: Laurine van Riessen
GP Minsk, keirin: Nicky Degrendele
WB Milton, Sprint: Laurine van Riessen
WB Milton, keirin: Laurine van Riessen
WB Milton, omnium: Jan-Willem van Schip
WB Milton, koppelkoers: Van Schip (met Yoeri Havik)
2021
Belgian Track Meeting, koppelkoers: Van Schip, Y. Havik
Belgian Track Meeting, keirin: Theo Bos

### Wegwielrennen
2018
Ronde van Overijssel: Piotr Havik
Grand Prix Albert Fauville - Baulet: Aksel Nõmmela
2019
2e etappe Ronde van Rhodos: Martijn Budding
Eindklassement Ronde van Rhodos: Martijn Budding
PWZ Zuidenveldtour: Luuc Bugter
3e etappe Tour de l'Eure et Loire: Luuc Bugter
Eindklassement Tour de l'Eure et Loire: Luuc Bugter
1e etappe B Ronde van de Mirabelle: Martijn Budding
1e etappe Kreiz Breizh Elites  (TTT): Team BEAT cycling
(D. Abraham, Budding, Bugter, P. Havik, Mengoulas en Seye)
3e etappe Kreiz Breizh Elites: Martijn Budding
GP Stad Zottegem: Piotr Havik
2020
Omloop van Valkenswaard: Yves Coolen
2025
GP Slovenian Istria: Michiel Coppens